# Orde van de Purperen Valk
De Orde van de Purperen Valk (Koreaans: "Chaungjang ") was een Koreaanse ridderorde.
De orde had een militair karakter en werd op 16 april 1901 ingesteld door Keizer Kwangmu. De orde werd voor belangrijke militaire verdiensten toegekend en heeft de Japanse Orde van de Gouden Wouw als voorbeeld.
De Orde van de Purperen Valk had acht graden.
- Grootlint
- Tweede Klasse
- Derde Klasse
- Vierde Klasse
- Vijfde Klasse
- Zesde Klasse
- Zevende Klasse overeenkomend met een gouden medaille van een Europese ridderorde.
- Achtste Klasse overeenkomend met een zilveren medaille van een Europese ridderorde.

Het versiersel was een kruisvormig juweel dat uit zilvergerande witte stralen was opgebouwd. Daarop was een krans van heel lichtgroene pruimebloesem en vier geopende rood met witte bloemen gelegd die het centrale rood met blauw geëmailleerde medaillon in de vorm van een koreaans yin-yang symbool omringt. Als verhoging is een purperen roofvogeltje aangebracht.
Op het versiersel en op de ster zijn een Koreaanse versie van het yin-en-yang-symbool, de rood-blauwe eum-yang of Taeguk afgebeeld.
De ster is gelijk aan het kleinood maar ontbeert een verhoging.
Het lint is wit met twee brede paarse strepen. Het grootlint heeft een strik in de vorm van een vijfpuntige bloem.